# Aphyosemion wuendschi
Aphyosemion wuendschi е вид лъчеперка от семейство Nothobranchiidae.

## Разпространение
Видът е разпространен в Габон.

## Описание
На дължина достигат до 4 cm.